# محطة قطار يلل
محطة يلل هي محطة قطار جزائرية تقع في مدينة يلل بولاية غليزان .
وتقع المحطة على الخط المؤدي من  الجزائر العاصمة إلى وهران حيث تسبقها محطة غليزان وتليها محطة الساحورية.
تخدم محطة يلل القطارات الإقليمية ذات الوصلات :
- وهران - الشلف.[1]
- وهران – غليزان